# Carbajosa (Valdefresno)
Carbajosa es una localidad española, perteneciente al municipio de Valdefresno, en la provincia de León y la comarca de La Sobarriba, en la comunidad autónoma de Castilla y León.
Situado sobre el arroyo del Cuetón, afluente del arroyo de Solanilla, que vierte sus aguas al río Porma.
Los terrenos de Carbajosa limitan con los de Santovenia del Monte al norte, Villafeliz de la Sobarriba al noreste, Villalboñe al este, Villacil al sur, Villavente al suroeste, Villarrodrigo de las Regueras al oeste y Castrillino al noroeste.
Perteneció a la antigua Hermandad de La Sobarriba.